# St. Jones Within
St. Jones Within is een plaats in de Canadese provincie Newfoundland en Labrador. De plaats bevindt zich aan de oostkust van het eiland Newfoundland en maakt deel uit van het local service district Random Sound West.

## Geografie
St. Jones Within ligt aan een vrij grote natuurlijke haven aan de noordoever van Southwest Arm, een zeearm aan Newfoundlands oostkust. Het dorp is gelegen aan het eindpunt van provinciale route 205, op een rijafstand van 16 km van de aansluiting van die route met de Trans-Canada Highway. St. Jones Within ligt 4 km ten oosten van Hatchet Cove en 2 km ten westen van Loreburn, een spookdorp dat via een grindpad bereikbaar is.
Zo'n 15 km naar het zuidzuidoosten toe ligt St. Jones Without, een hervestigde en op heden vrijwel volledig verdwenen nederzetting.

## Geschiedenis
In 2008 kreeg de plaats voor het eerst beperkt lokaal bestuur doordat ze deel ging uitmaken van het nieuw opgerichte local service district (LSD) Hillview-Adeytown-Hatchet Cove-St. Jones Within. Dat LSD veranderde in 2009 van naam tot Random Sound West en werd bij een fusie in 2010 aanzienlijk uitgebreid.

## Demografie
Tussen 1991 en 1996 daalde de bevolkingsomvang van St. Jones Within van 154 naar 130. In 2001 woonden er maar 94 mensen meer.
Vanaf de volkstelling van 2006 worden er niet langer aparte censusdata voor St. Jones Within bijgehouden. Sindsdien kende het gebied, net zoals de meeste afgelegen plaatsen op Newfoundland, een aanzienlijke bevolkingsdaling.